# Dolomiti di Lienz
Le Dolomiti di Lienz sono un gruppo montuoso alpino in Austria a sud della città di Lienz. Interessano il Distretto di Lienz e la Carinzia. Vengono così chiamate per la natura della roccia delle quali principalmente sono composte, la dolomia, e per la vicinanza con le più note Dolomiti.

## Classificazione

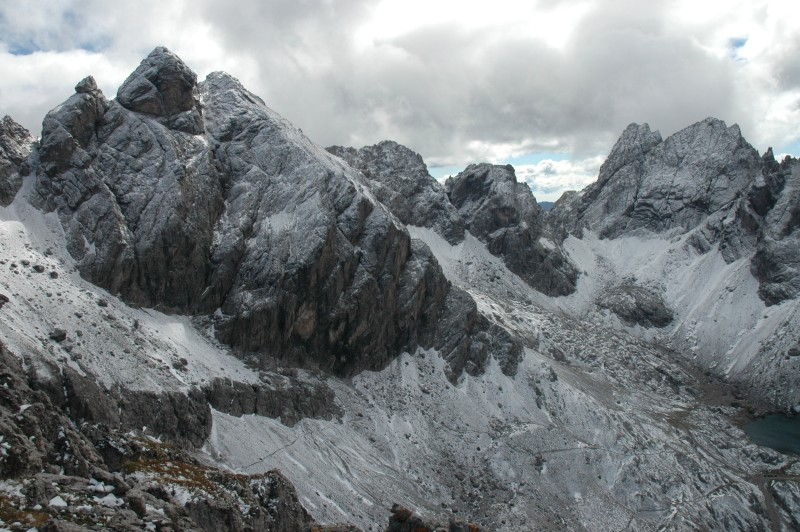
Grosse Sandspitze

Secondo la SOIUSA esse sono parte della sottosezione alpina Alpi della Gail e ne costituiscono la parte più occidentale. In particolare sono formate dai tre seguenti supergruppi:
- Alpi Occidentali di Lienz
- Alpi Centrali di Lienz
- Alpi Orientali di Lienz

## Vette

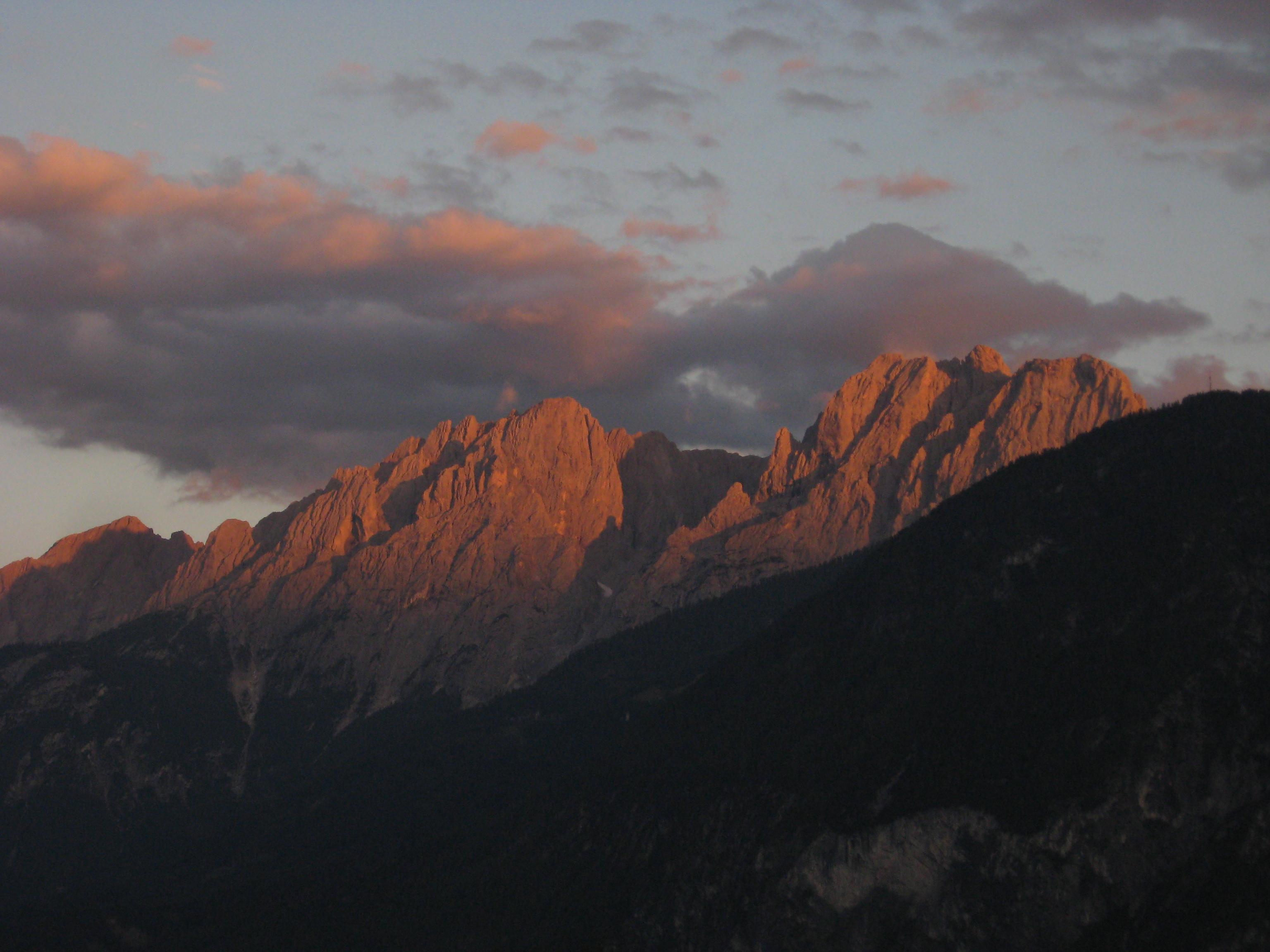
Le Dolomiti di Lienz.

Le vette principali delle Dolomiti di Lienz sono:
- Grosse Sandspitze - 2.772 m
- Spitzkofel - 2.718 m
- Kreuzkofel - 2.695 m
- Hochstadel - 2.680 m
- Boses Weibele - 2.599 m
- Eggenkofel - 2.590 m
- Gamswiesenspitze - 2.486 m
- Riebenkofel - 2.383 m